# Eriphus prolixus
Eriphus prolixus là một loài bọ cánh cứng trong họ Cerambycidae.